# Юденко Дмитро Анатолійович (військовик)
Дмитро́ Анато́лійович Юде́нко (17 березня 1986, Скороходівська громада, Полтавська область — 6 травня 2023, Іванівське, Бахмутський район, Донецька область) — молодший сержант Збройних сил України, учасник Революції Гідності,учасник російсько-української війни, громадський активіст, засновник громадської організації "Вороскол", командир відділення 3-ї штурмової бригади.

## Життєпис
Дмитро народився в 1986 році в Горішніх Плавнях. Потім мешкав в Скороходівський громаді на Полтавщині, пізніше — в Полтаві.
У січні 2014 брав участь у Революції Гідності на майдані у Києві. 
2 квітня 2014 року до 93-ї механізованої бригади мобілізувався молодший брат Дмитра— Євген. Однак вже 21 липня 2014 року біля села Піски під Донецькому бойова машина, в якій перебував Євген, підірвалася на фугасі. Після смерті брата Дмитра у вересні 2014 року долучився добровольцем до батальйону «Азов» Нацгвардії України. В жовтні 2014 відбулася його перша ротація в зону АТО. Служив 2 роки в зоні АТО у складі Другої «Залізної» сотні. Брав участь у боях за Широкине.
У 2017 році, після повернення до мирного життя, заснував Громадську організацію «Вороскол», діяльність якої спрямована на розвиток національно-патріотичного виховання, поширення серед громадян знань і практичних вмінь з основ військової справи, об'єднання зусиль щодо захисту прав та інтересів ветеранів/учасників російсько-української війни, членів їх сімей, членів сімей загиблих захисників. Громадською організацією активно проводилися заняття з основ військової справи для учнів навчальних закладів, вчителів із предмету «Захист України». ГО «Вороскол» проводить вишколи та тренінги для населення, змагання в напрямку військово-патріотичного виховання для молоді, долучається до занять з призовниками. У 2021 році ГО «Вороскол» долучилося до реалізації обласної програми національно-патріотичного виховання, в рамках якої проводилися практичні вишколи з учнями навчальних закладів по Полтавській області.
У мирному житті працював на будівництві машиністом баштового крана. Мав активну громадянську позицію..5 квітня 2017-го під час протесту проти забудови кафе в арці в будинку на Соборності, 27, Дмитро Юденко та Олександр Коба отримали ножові поранення.
Після початку повномасштабного вторгнення 24 лютого 2022 року долучився до Полтавської ТРО. У листопаді 2022 року перевівся в 3-тю штурмову бригаду, був командиром відділення.

## Загибель
Загинув під час проведення штурмової операції в районі села Іванівське, що під містом Бахмут Донецької області. Похований на Затуринському кладовищі поблизу Полтави

## Вшанування пам'яті
4 жовтня 2024 року Полтавська міська рада перейменувала Студентський парк на парк Студентський імені Дмитра Юденка.

## Нагороди
- орден «За мужність» III ступеня (посмертно)[5]